# گژگوژویتسه (شهرستان گروجیسک مازوویتسکی)
گژگوژویتسه (به لهستانی:  Grzegorzewice) یک روستا در لهستان است که در گمینا ژابیا وولا واقع شده‌است.